# Joseph Mitrani
Joseph Mitrani, auch Joseph Trani oder Joseph di Trani (* 1568 in Safed; † 1639 in Konstantinopel), war ein jüdischer Gelehrter und Talmudist und von 1625 bis 1639 Großrabbiner in Konstantinopel.

## Leben
Von Gelehrten seiner Zeit wurde er auch Mahrimat genannt (hebr.: מהרימ"ט). Er galt als einer der bedeutendsten Talmudisten seiner Zeit. Heute ist er in der Literatur im Allgemeinen unter Maharit (Hebräisch: מהרי"ט) geführt.
2008 wurde sein Grab in Safed in Israel von dem Bibliophilen und Buchhändler Shlomo Epstein entdeckt. Es befindet sich neben dem Grab des Rabbi Moshe Alshich. Maharit war zwar in Konstantinopel gestorben und begraben worden, seine Söhne ließen jedoch später seine sterblichen Überreste nach Palästina bringen und in der Nähe seines Vaters Moshe di Trani bestatten.

## Schriften
Mitrani ist Autor des dreibändigen „She'elot u-Teshubot“ (Responsen). Der erste Teil enthält 152 Responsen, zusammen mit einem Generalindex, erschienen in Konstantinopel 1641. Der zweite Teil mit 111 Responsen erschien 1645 in Venedig.
Der dritte Teil umfasst Kommentare zum 4. Teil des Ritual-Codex, zusammen mit Anmerkungen zum Traktat Kiddushin und zu RaNs und Alfasis Kommentaren zu Ketubot und Ḳiddushin, gedruckt in Venedig 1645. Das Gesamtwerk erschien 1764 in Fürth.